# 雨屋站
雨屋站（日语：／ Amaya eki */?）是位於福島縣會津若松市大戶町字宮內376番1號，會津鐵道的會津線車站。

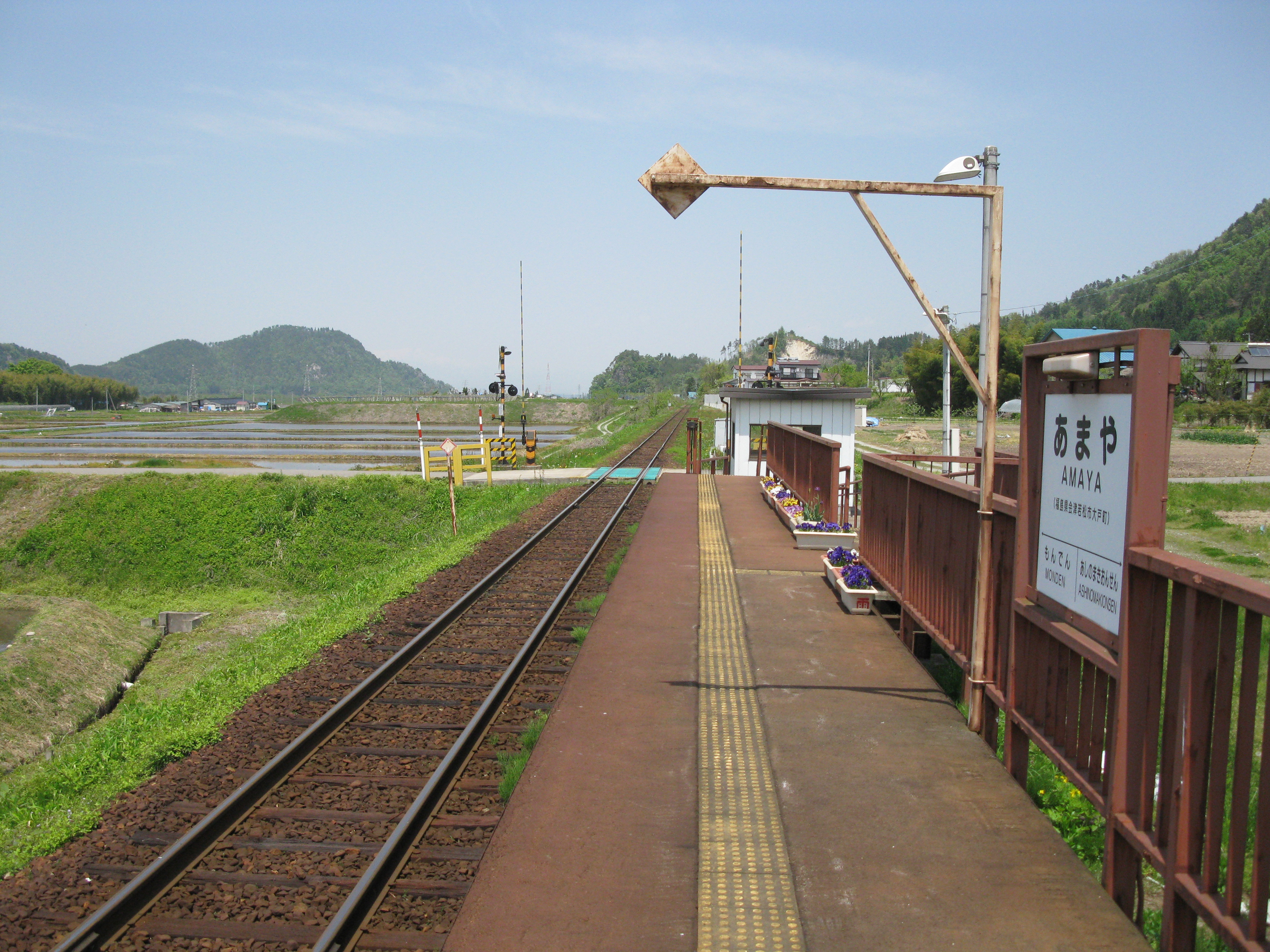
月台(2011年5月)

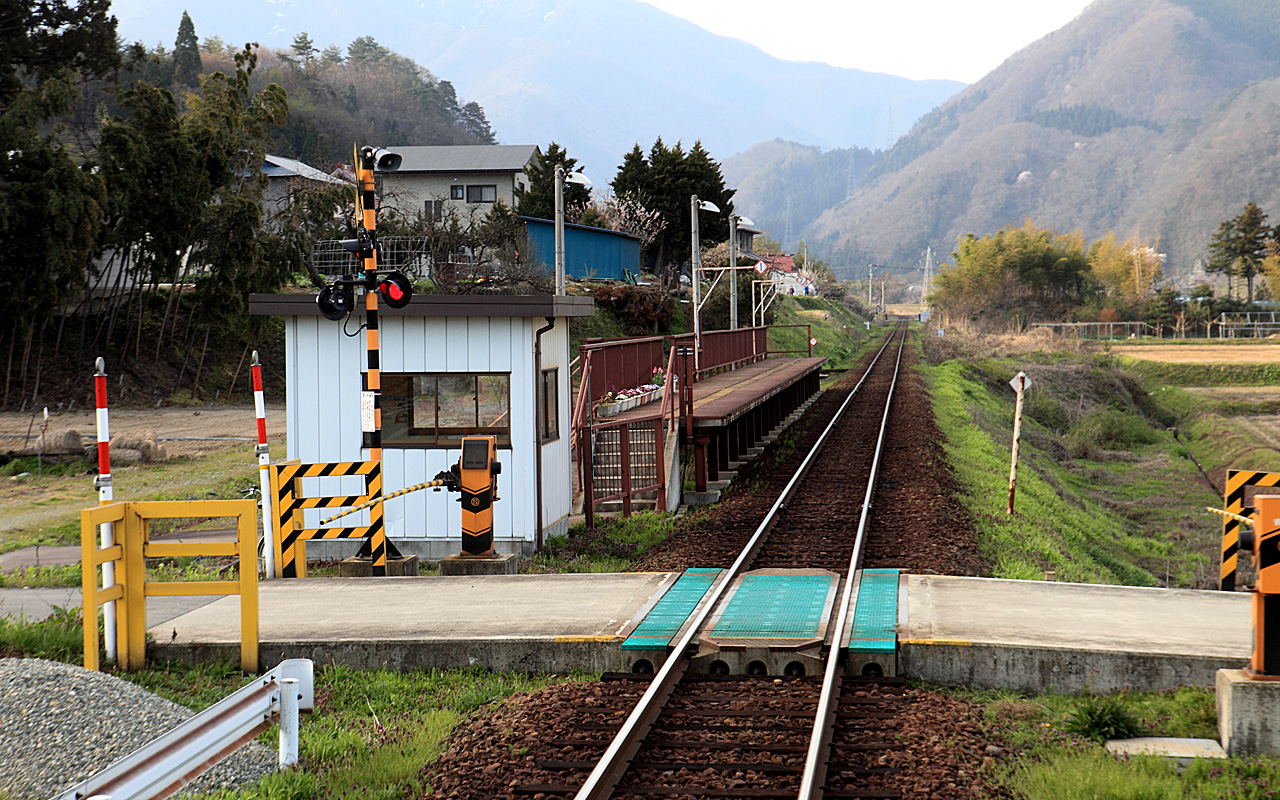
平交道(2010年5月)

## 歷史
- 1999年（平成11年）8月7日 - 車站啟用[1]。

## 車站構造
此站是地面車站，設有1面1線的單式月台。此站是無人車站。此站沒有車站大樓，只設有簡單候車室。

## 使用狀況
在2016年度的1日平起乘車人次為3人。
| 乘車人員變化 | 乘車人員變化 |
| 年度         | 1日平均人次  |
| ------------ | ------------ |
| 2003         | 3            |
| 2004         | 3            |
| 2005         | 3            |
| 2006         | 3            |
| 2007         | 3            |
| 2008         | 3            |
| 2009         | 3            |
| 2010         | 3            |
| 2011         | 3            |
| 2012         | 3            |
| 2013         | 3            |
| 2014         | 0            |
| 2015         | 3            |
| 2016         | 3            |

## 車站周邊
- 左下觀音（日语：左下り観音） - 在空中的觀音堂。在西邊約1.5公里。
- 金峯神社
- 國道118號（日语：国道118号）

## 相鄰車站
會津鐵道
■會津線
□快速「接力號」
通過
□快速「AIZU山特快」、■普通（包含「接力號」）
門田－雨屋－蘆之牧溫泉

## 注腳
1. 1 2  . 鐵道畫刊 (電氣車研究會). 1998-11, 49 (11): 81 （日语）.
2. ↑  第132回福島県統計年鑑 （页面存档备份，存于）（日語）

## 外部連結
- 雨屋站 （页面存档备份，存于）（日語）